# Menthonnex-sous-Clermont
Menthonnex-sous-Clermont és un municipi francès situat al departament de l'Alta Savoia i a la regió d'Alvèrnia-Roine-Alps. L'any 2007 tenia 602 habitants.

## Demografia

### Població
El 2007 la població de fet de Menthonnex-sous-Clermont era de 602 persones. Hi havia 212 famílies de les quals 48 eren unipersonals (36 homes vivint sols i 12 dones vivint soles), 52 parelles sense fills, 96 parelles amb fills i 16 famílies monoparentals amb fills.
La població ha evolucionat segons el següent gràfic:
Habitants censats

### Habitatges
El 2007 hi havia 262 habitatges, 225 eren l'habitatge principal de la família, 27 eren segones residències i 10 estaven desocupats. 250 eren cases i 12 eren apartaments. Dels 225 habitatges principals, 192 estaven ocupats pels seus propietaris, 24 estaven llogats i ocupats pels llogaters i 9 estaven cedits a títol gratuït; 8 tenien dues cambres, 16 en tenien tres, 63 en tenien quatre i 138 en tenien cinc o més. 197 habitatges disposaven pel capbaix d'una plaça de pàrquing. A 77 habitatges hi havia un automòbil i a 136 n'hi havia dos o més.

### Piràmide de població
La piràmide de població per edats i sexe el 2009 era:
| Homes | Edats   | Dones |
| ----- | ------- | ----- |
| 0     | 95 o +  | 0     |
| 0     | 90 a 94 | 0     |
| 0     | 85 a 89 | 8     |
| 0     | 80 a 84 | 4     |
| 8     | 75 a 79 | 16    |
| 8     | 70 a 74 | 0     |
| 0     | 65 a 69 | 8     |
| 16    | 60 a 64 | 0     |
| 16    | 55 a 59 | 8     |
| 20    | 50 a 54 | 20    |
| 16    | 45 a 49 | 28    |
| 40    | 40 a 44 | 16    |
| 12    | 35 a 39 | 16    |
| 32    | 30 a 34 | 20    |
| 20    | 25 a 29 | 28    |
| 12    | 20 a 24 | 12    |
| 16    | 15 a 19 | 24    |
| 28    | 10 a 14 | 40    |
| 12    | 5 a 9   | 16    |
| 12    | 0 a 4   | 16    |

## Economia
El 2007 la població en edat de treballar era de 414 persones, 320 eren actives i 94 eren inactives. De les 320 persones actives 300 estaven ocupades (169 homes i 131 dones) i 20 estaven aturades (7 homes i 13 dones). De les 94 persones inactives 32 estaven jubilades, 30 estaven estudiant i 32 estaven classificades com a «altres inactius».

### Ingressos
El 2009 a Menthonnex-sous-Clermont hi havia 229 unitats fiscals que integraven 628 persones, la mediana anual d'ingressos fiscals per persona era de 19.527 €.

### Activitats econòmiques
Dels 21 establiments que hi havia el 2007, 1 era d'una empresa de fabricació de material elèctric, 1 d'una empresa de fabricació d'altres productes industrials, 7 d'empreses de construcció, 4 d'empreses de comerç i reparació d'automòbils, 2 d'empreses immobiliàries, 3 d'empreses de serveis i 3 d'entitats de l'administració pública.
Dels 6 establiments de servei als particulars que hi havia el 2009, 1 era un taller de reparació d'automòbils i de material agrícola, 1 paleta, 2 fusteries, 1 lampisteria i 1 electricista.
L'any 2000 a Menthonnex-sous-Clermont hi havia 22 explotacions agrícoles que ocupaven un total de 480 hectàrees.

## Equipaments sanitaris i escolars
El 2009 hi havia una escola elemental.

## Poblacions més properes
El següent diagrama mostra les poblacions més properes.